# Ålands litteraturförening
Ålands litteraturförening är en förening med syfte att kanalisera det växande[källa behövs] litterära intresset på Åland. 
Föreningen, som grundades 1972, har anordnat författarmöten, seminarier och informella sammankomster i ordets tecken. Även utgivningen av antologier, som fångat upp många nya litterära begåvningar, har varit av central betydelse. De första av dessa var Åländska skrivare (1974) och Åländska skrivare och konstnärer (1976). 